# Elisabeth Reyes
Elisabeth Reyes Villegas (Malaga, 25 marzo 1985) è una modella spagnola, eletta Miss Spagna nel 2006.

## Biografia
Il 2 aprile 2006 è stata incoronata Miss Spagna 2006 e partecipa a Miss Universo 2006, e nello stesso anno è diventata la testimonial di numerose compagnie come Pasarela Castilla y León e Feast of Fashion. Inoltre Elisabeth Reyes ha posato per i cataloghi di Ace & As e di Blusens Teleno.
In seguito è comparsa in numerose trasmissioni televisive come Corazón, corazón, Salsa rosa, Tan a gustito, Pasapalabra, Hoy por tí, A tu lado, El programa de Ana Rosa ed è comparsa su alcune riviste come Hola, Lecturas, Semana, Diez Minutos e Gala. Si è inoltre classificata alla terza posizione del programma Mira quien baila in onda su Televisión Española.
È sposata con il calciatore Sergio Sánchez Ortega.

## Agenzie
- Face Models
- Fashion Face